# Нуньес, Хорхе
Хо́рхе Марти́н Ну́ньес (исп. Jorge Martín Núñez; родился 22 января 1978 года в Асунсьоне) — парагвайский футболист, выступавший на позиции защитника. Участник чемпионата мира 2006 в составе сборной Парагвая.

## Биография
Хорхе Нуньес, родившийся в парагвайской столице Асунсьон, начинал свою профессиональную карьеру в местном гранде «Серро Портеньо». В 1996 году он дебютировал в чемпионате Парагвая и в своём первом сезоне был основным игроком клуба. Тогда же он выиграл и свой первый титул чемпиона Парагвая. В последующих сезонах Нуньес чаще оказывался на скамейке запасных, чем играл. В 2000 году он перешёл в другой именитый столичный клуб «Гуарани», где отыграл 2 года. В 2002 году он вернулся в «Серро Портеньо», за который выступал следующие полтора года.
Летом 2003 года Нуньес перебрался в Аргентину, в команду «Банфилд». Сезон 2003/2004 он провёл в этом клубе, а сезон 2004/2005 в другом клубе из Буэнос-Айреса — «Арсенале» из Саранди. В течение Апертуры 2005 Нуньес выступал за «Расинг» из Авельянеды, а в Клаусуре 2006 — за «Эстудиантес».
Ко второй половине 2006 года Нуньес остался без клуба, а в начале 2007 года он вновь подписал контракт с «Серро Портеньо».

## Международная карьера
Хорхе Нуньес выступал за сборную Парагвая с 2003 по 2007 год, проведя за неё 23 матча и забив 1 мяч. Единственный гол он провёл в ворота сборной Боливии 8 июня 2005 года, в рамках отборочного турнира Чемпионата мира 2006. Нуньес установил окончательный счёт (4:1) в пользу хозяев того поединка.
Хорхе Нуньес попал в состав сборной Парагвая на Чемпионате мира 2006 года. Из 3-х матчей Парагвая на турнире Нуньес появлялся на поле во всех трёх. В первом матче против сборной Англии он на 82-й минуте заменил защитника Делио Толедо. В двух последующих играх (против Швеции и Тринидада и Тобаго) Нуньес выходил на поле в стартовом составе и проводил там все 90 минут.